# نادي بالزان
نادي بالزان لكرة القدم (Balzan Football Club) هو نادي كرة قدم مالطي من قرية بلزان، التي تلعب حاليا في الدوري المالطي الممتاز. تأسس سنة 1937 ولعب على مستوى دوري كرة القدم الأعلى مرة واحدة قبل في 2003-04.

## وصلات خارجية
- الموقع الرسمي